# Hildam

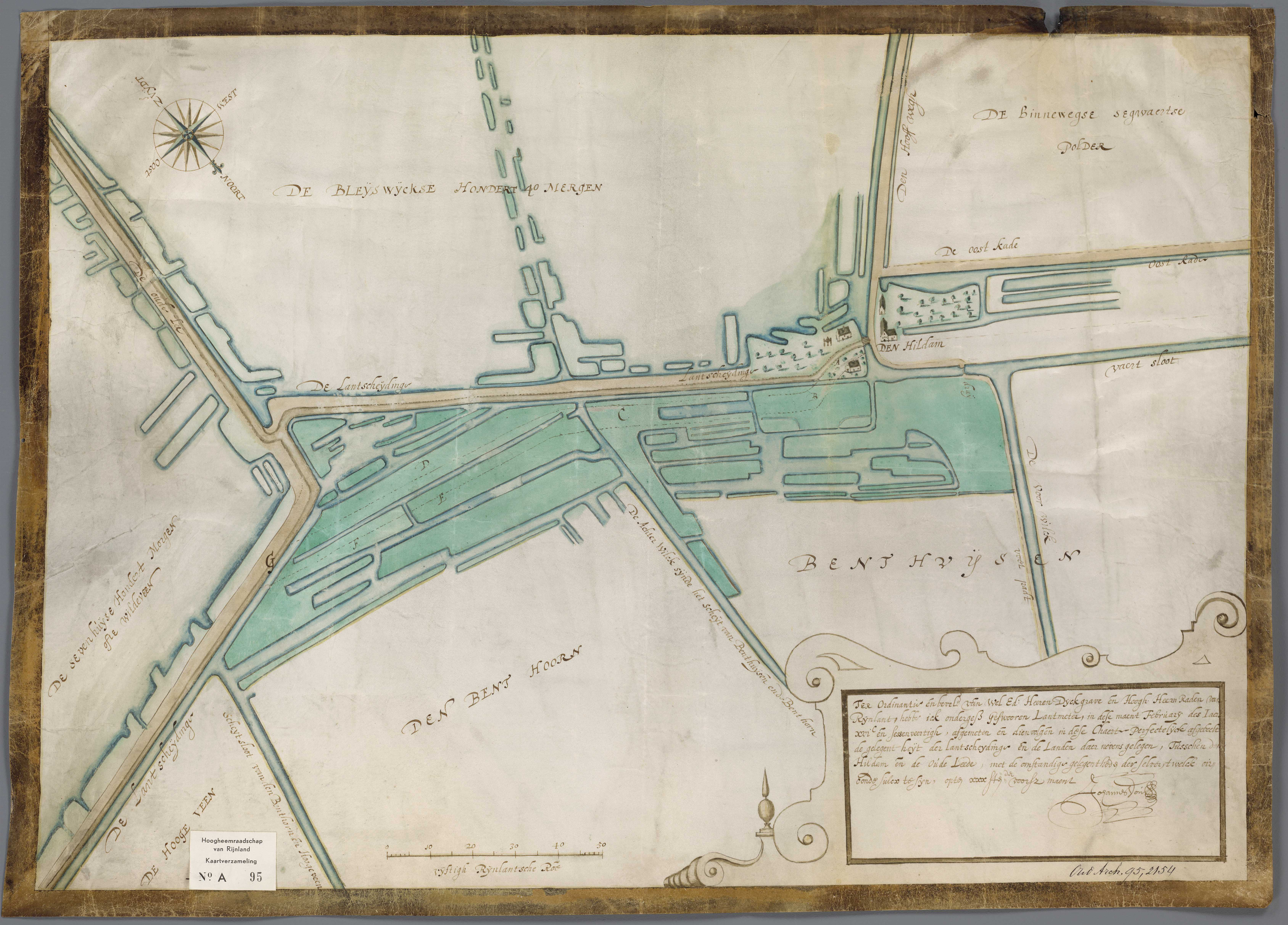
Kaart uit 1646 van de landscheiding tussen Rijnland en Schieland en de daarnaast gelegen landen tussen de Hildam en de Oude Leede

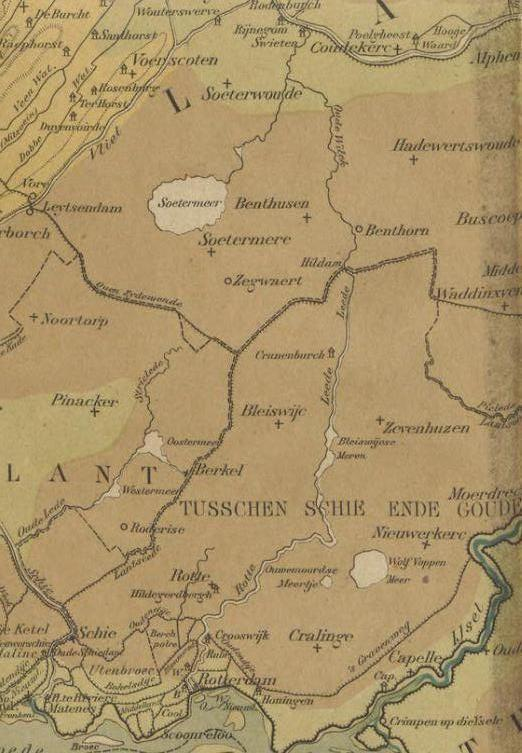
De Rotte (hier nog Leede geheten) rond 1300. De kaart is gemaakt in het begin van de 20e eeuw

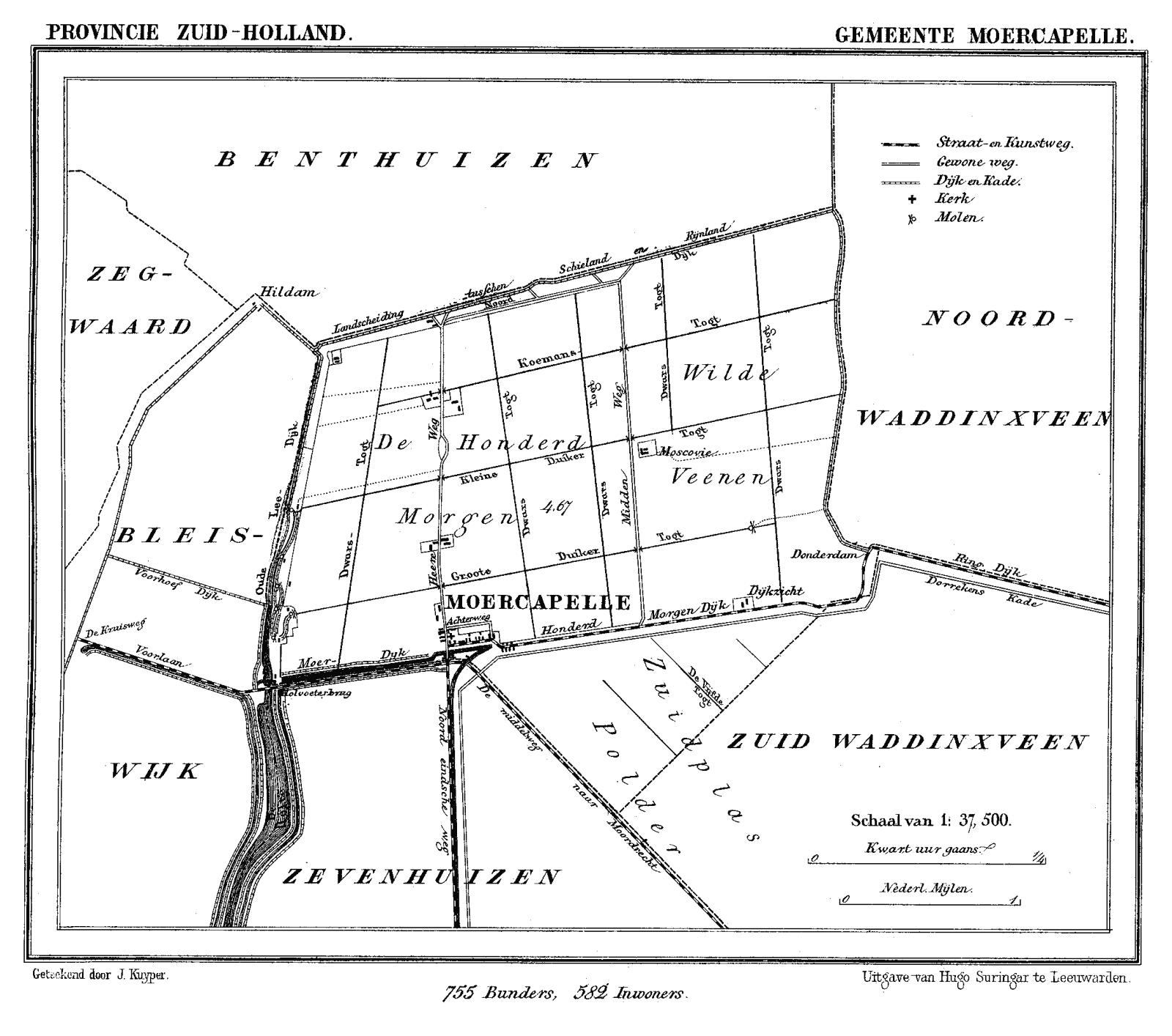
Moerkapelle rond 1870. Helemaal linksboven wordt nog de Hildam vermeld, maar er zijn geen vaarten meer te zien op deze kaart

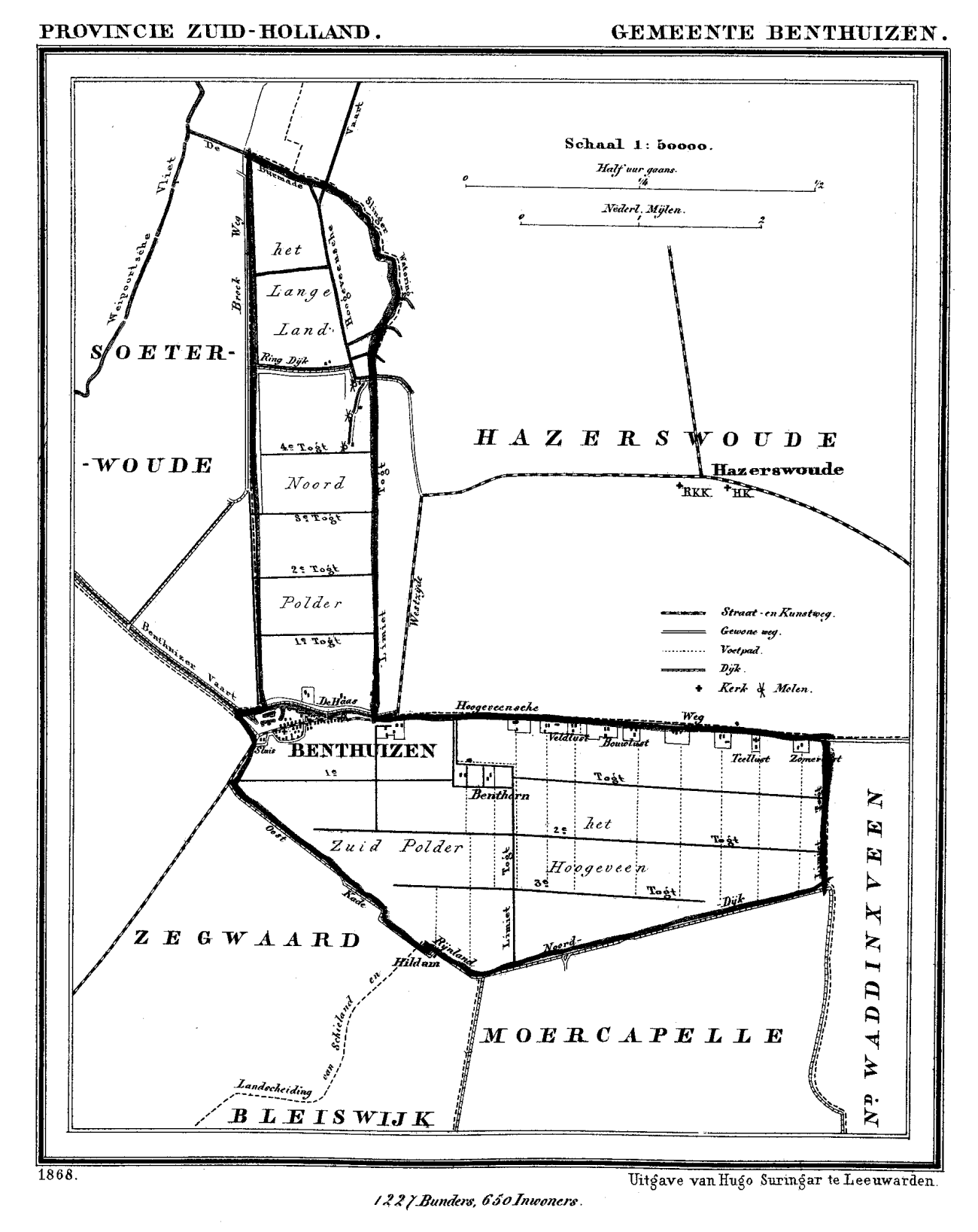
Benthuizen rond 1868. Onderaan op de kaart wordt de Hildam vermeldt.

De Hildam was een dam tussen Zoetermeer en Benthuizen in de Nederlandse provincie Zuid-Holland. De Hildam was voorzien van een schutsluis (verlaat) en vormde zo een schakel in de (alternatieve) vaarroute tussen Amsterdam en Rotterdam. De Hildam was (en is) onderdeel van de landscheiding tussen het Hoogheemraadschap van Schieland en het Hoogheemraadschap van Rijnland. 

## Tolroute
In de middeleeuwen was er een vaste vaarroute tussen Brugge, Zeeland en Rotterdam enerzijds en Amsterdam en de Zuiderzee anderzijds. Deze route ging via de Hollandsche IJssel, Gouda en de Gouwe en de Oude Rijn naar Leiden en via onder andere het Haarlemmermeer naar Haarlem en Spaarndam en vervolgens via het IJ naar Amsterdam. Op deze enige officiële vaarroute werd tol geheven door de steden Gouda en Haarlem (bij de Kolksluis Spaarndam). Het tolrecht was door de graven van Holland aan deze steden verleend, mogelijk al in de 13e eeuw. 

## Hildam alternatief
Andere Hollandse steden klaagden er tientallen jaren over dat deze route tot vertraging en hoge kosten leidde. Omdat dit tot niets leidde zocht Rotterdam een alternatieve route om de tol te ontwijken. 
In 1487 vatte de stad Rotterdam het plan op “van een vaerte, hoe men die best soude maken dat men mit platboemde scepen soude varen tusschen Rotterdam ende Leyden”. Voor deze 'sluiproute' werd de Hildam aangelegd. Komende vanuit Rotterdam voeren de boten de Rotte op tot aan deze dam. Daarna ging het via het riviertje de Wilck en de Hoogeveenschevaart naar de Oude Rijn en zo verder.
In 1491, kort na het einde van de Jonker Fransenoorlog, keurde het landsbestuur een verzoek van de ambachtsheren van Benthuizen en Zegwaard goed om de dam uit te breiden met een verlaat. Deze schutsluis werd gebouwd, maar al in 1492 werd hij in opdracht van de stad Gouda door een leger van 400 man gesloopt. Tegelijkertijd vernielden ze de sluis bij Leidschendam, zodat Gouda weer het monopolie op de vaarroute door Holland had. 
In 1503 liet de lokale heer Cruesinck het verlaat weer opbouwen. De steden Gouda, Dordrecht en Haarlem spanden echter een zaak aan bij het Hof van Holland en wonnen die: de schutsluis werd weer vervangen door een overtoom. Alleen kleine schepen met goederen van lokaal belang mochten daar gebruik van maken. Maar deze regel werd niet nageleefd en er waren al snel grotere schepen die de overtoom gebruikten. In 1553 vaardigde Karel V een plakkaat uit tegen deze overtreding, maar dat werd nauwelijks serieus genomen.
In 1574, kort na de slag bij Zoetermeer en in aanloop naar Leidens Ontzet, staken de optrekkende geuzen de dijk van Rijnland nabij de Hildam door en zetten zo het land onder water, waarna ze met hun schepen konden optrekken richting de belegerde stad. 
In 1590 werd de alternatieve route weer in gebruik genomen door de Rotterdammers. Ook verbreedden ze de Hoogeveenschevaart en verhoogden de bruggen over de vaart. Dit ontstemde de Gouwenaars, zij hielden de schepen van Rotterdam aan. Rotterdam reageerde hierop door oorlogsschepen en jachten de Hollandse IJssel op te sturen. Het liep uit op een conflict en Gouda eiste absolute handhaving en dreigde de afdracht van belasting aan de Staten te stoppen. De stad spande samen met Haarlem opnieuw een zaak aan bij het Hof van Holland, hiervoor werd de advocaat François Vranck ingehuurd. In 1613 kwam er een oplossing waarbij op de Hildam tol werd geheven voor Gouda en er alleen nog lokale goederen mochten worden overgezet. 
In 1692 deed zich een nieuw conflict voor. Rotterdam had opnieuw ambities en kocht veel grond rond de heerlijkheid Benthuizen. Opnieuw hield de oude coalitie van Gouda, Haarlem en Dordrecht de plannen van Rotterdam tegen.

## Restant
In de 18e eeuw begon de dam te vervallen. Anno 2020 is er nog slechts een klein begroeid verhoginkje langs de (Nieuwe) Hoefweg in de gemeente Lansingerland zichtbaar. In de wijk Oosterheem in Zoetermeer is een Hildamlaan, die verwijst naar de oude dam.